# Condalia buxifolia
Condalia buxifolia är en brakvedsväxtart som beskrevs av Reiss.. Condalia buxifolia ingår i släktet Condalia och familjen brakvedsväxter. Inga underarter finns listade i Catalogue of Life.